# Genovia

Vlag van Genovia

Het Koninkrijk van Genovia is een fictief land uit de boeken en films van The Princess Diaries. De auteur van The Princess Diaries, Meg Cabot, heeft het land bedacht, maar gebaseerd op Monaco. In tweede film, The Princess Diaries 2: Royal Engagement, ziet men beelden van Genovia en zijn de personages in de film ook in Genovia. Michaël is de vriend van Prinses Mia.

## Geschiedenis
De geschiedenis van Genovia gaat terug naar het jaar 500, toen een Italiaanse koning door een krijgsheer genaamd Albion werd geslacht. Hij nam Rosagunda, een dochter van een van de generaals van de dode koning, en liet haar wijn drinken uit haar vaders schedel. Ze werd zo razend, dat ze Albion met haar vlechten wurgde toen hij op hun huwelijksnacht sliep. Ze gaf toen de troon aan de koningszoon, en hij maakte haar koningin van een klein land, genaamd: 
Genovia.

## Politiek
Genovia is een klein land dat ligt tussen Frankrijk en Italië (in de films tussen Frankrijk en Spanje). 
Het land heeft een klein parlement waarin alle leden lange pruiken in Engelse stijl dragen. Het hoofd van de regering is de eerste minister.
De 2 landstalen zijn Engels en Frans.

## De nationale vlag
De Genoviaanse vlag is een driekleur van groen, wit en blauwe banden met het koninklijke wapenschild in het witte gedeelte.

## Het volkslied
| Engels | Vertaling |
| Genovia, the land I call my home, From the green clear summers, From blossoming pear trees, Magnificent her mountains and seas, Genovia, Genovia, You're noble, proud and brave, Genovia, Genovia, Forever will your banner wave. | Genovia, het land dat ik mijn thuis noem, Van de groene heldere zomers, Van de bebloesemde perenbomen, Prachtig, haar bergen en zeeën, Genovia, Genovia, Je bent edel, trots en dapper, Genovia, Genovia, Voor altijd zal je vlag wapperen. |